# Aire d'attraction de Narbonne
L'aire d'attraction de Narbonne est un zonage d'étude défini par l'Insee pour caractériser l’influence de la commune de Narbonne sur les communes environnantes. Publiée en octobre 2020, elle se substitue à l'aire urbaine de Narbonne, qui comportait 24 communes dans le dernier zonage qui remontait à 2010.

## Définition
L’aire d’attraction d'une ville est composée d’un pôle, défini à partir de critères de population et d’emploi ainsi que d’une couronne constituée des communes dont au moins 15 % des actifs travaillent dans le pôle. Le pôle d’attraction constitue ainsi un point de convergence des déplacements domicile-travail,.

## Type et composition
L’aire d'attraction de Narbonne est une aire inter-départementale qui comporte 71 communes : 67 situées dans l'Aude et 4 dans l'Hérault (Beaufort, Montels, Olonzac et Oupia).
Elle est catégorisée dans les aires de 50 000 à moins de 200 000 habitants, une catégorie qui regroupe 24,1 % de la population d'Occitanie et 18,5 % au niveau national.

### Carte

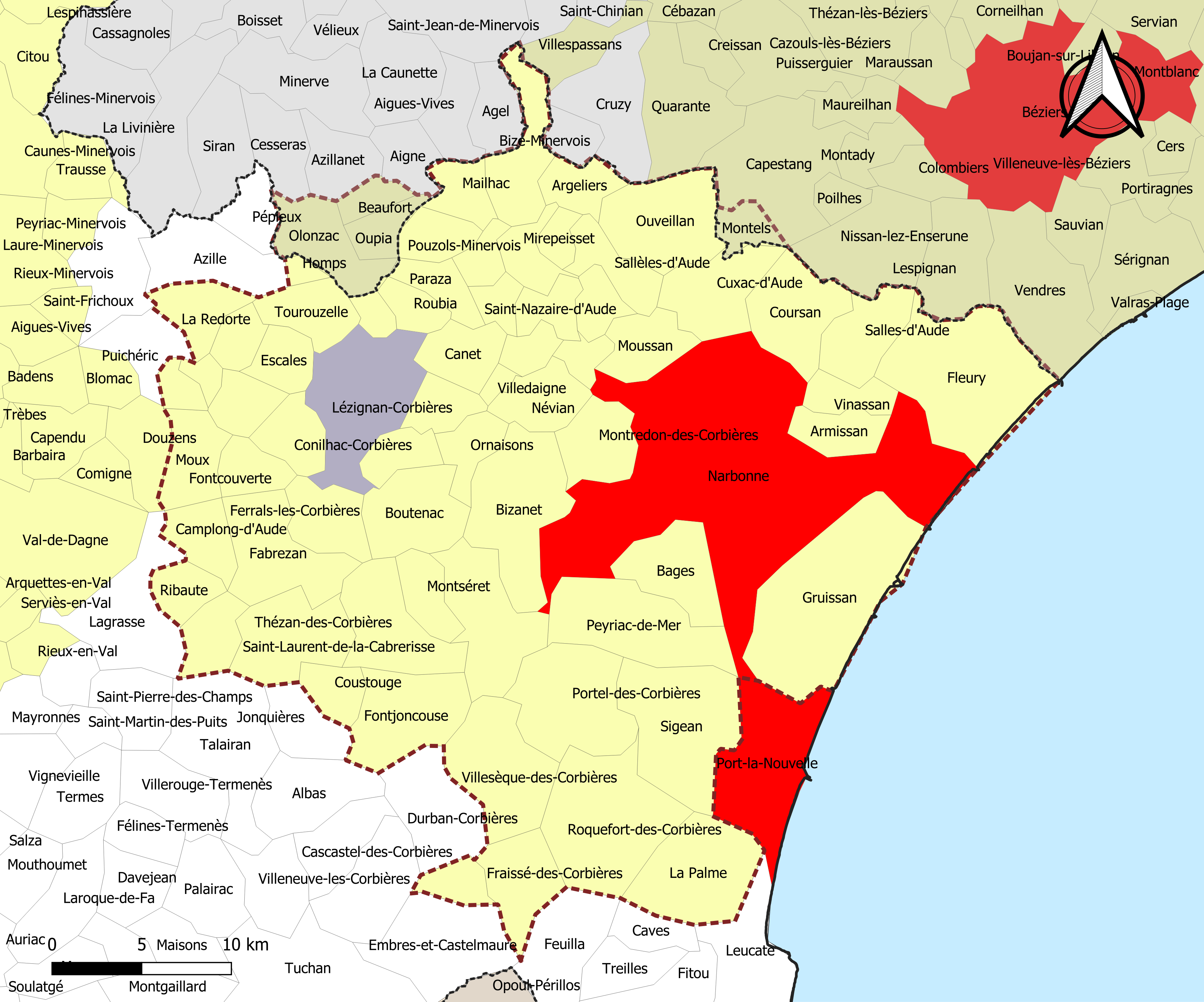
Carte de l'aire d'attraction de Narbonne.
Commune-centre
Commune de la couronne

### Composition communale
| Catégorie                     | Département | Communes | Communes |
| Catégorie                     | Département | Nombre   | Libellé |
| ----------------------------- | ----------- | -------- | --- |
| Commune-centre                | Aude        | 1        | Narbonne. |
| Communes d'un pôle secondaire | Aude        | 1        | Lézignan-Corbières |
| Communes de la couronne       | Aude        | 65       | Argeliers, Argens-Minervois, Armissan, Bages, Bizanet, Bize-Minervois, Boutenac, Camplong-d'Aude, Canet, Castelnau-d'Aude, Conilhac-Corbières, Coursan, Coustouge, Cruscades, Cuxac-d'Aude, Escales, Fabrezan, Ferrals-les-Corbières, Fleury, Fontcouverte, Fontjoncouse, Fraissé-des-Corbières, Ginestas, Gruissan, Homps, La Palme, La Redorte, Luc-sur-Orbieu, Mailhac, Marcorignan, Mirepeisset, Montbrun-des-Corbières, Montredon-des-Corbières, Montséret, Moussan, Moux, Névian, Ornaisons, Ouveillan, Paraza, Peyriac-de-Mer, Portel-des-Corbières, Pouzols-Minervois, Raissac-d'Aude, Ribaute, Roquecourbe-Minervois, Roquefort-des-Corbières, Roubia, Saint-André-de-Roquelongue, Saint-Couat-d'Aude, Saint-Jean-de-Barrou, Saint-Laurent-de-la-Cabrerisse, Saint-Marcel-sur-Aude, Saint-Nazaire-d'Aude, Sainte-Valière, Sallèles-d'Aude, Salles-d'Aude, Sigean, Thézan-des-Corbières, Tournissan, Tourouzelle, Ventenac-en-Minervois, Villedaigne, Villesèque-des-Corbières, Vinassan. |
| Communes de la couronne       | Hérault     | 4        | Beaufort, Montels, Olonzac, Oupia. |